# Nemesis pilosus
Espèce
Nemesis pilosus est une espèce de crustacés copépodes de la famille des Eudactylinidae et qui se rencontre notamment sur le corps des requins.